# Красноухая цветная танагра
Красноухая цветная танагра (лат. Chlorochrysa phoenicotis) — вид птиц из семейства танагровых. Птицы обитают в субтропических и тропических горных влажных лесах, на высоте 700—2200 метров над уровнем моря, на западных склонах центральных Анд в департаменте Антьокия и на склонах с тихоокеанской стороны западных Андах от Рисаральда (Колумбия) южнее до провинций Пичинча и Эль-Оро. Длина тела 13 см, масса около 21 грамма.